# Караро (Венеција)
Караро (итал. Carraro) је насеље у Италији у округу Венеција, региону Венето.
Према процени из 2011. у насељу је живело 68 становника. Насеље се налази на надморској висини од 2 м.